# Bart van Wees
Bart Jan van Wees (Nootdorp, 4 augustus 1961) is een Nederlands hoogleraar technische natuurkunde aan de Rijksuniversiteit Groningen (RUG). Tot zijn vakgebieden rekent hij onder meer nanowetenschappen en nanotechnologie, technische natuurkunde en fysica van de gecondenseerde materie. Tussen 1996 en 2015 begeleidde Van Wees 31 PhD's bij hun promotie en 12 postdocs bij hun onderzoek en opleiding. Twee van hen zijn inmiddels zelf hoogleraar (in Zwitserland en Chili) en twee van hen zijn assistent-professor.

## Loopbaan
Van Wees studeerde in 1985 af in de technische natuurkunde aan de Technische Universiteit Delft (TUD). In 1989 promoveerde hij cum laude met het proefschrift Quantum ballistic and adiabatic transport, studied with quantum point contacts. Daarna werkte hij van 1989 tot 1991 als postdoc-onderzoeker aan de TUD. In 1991 maakte hij de overstap naar de 'Thin Layer Physics Group', onderdeel van de faculteit Wis- en Natuurwetenschappen van de Rijksuniversiteit Groningen. Hij werkte hier tot 2000. Dat jaar volgde zijn benoeming tot hoogleraar Technische fysica, in het bijzonder fysica van nanodevices aan de Rijksuniversiteit Groningen.

## Onderzoek
In 1988, het begin van zijn wetenschappelijke loopbaan aan de Technische Universiteit Delft, bereikte Van Wees, samen met zijn collega's Henk van Houten en Carlo Beenakker, een doorbraak op het gebied van nano-elektronica, bij het onderzoek naar zogenaamde kwantum-punt-contacten. Hij ontdekte dat elektronen minder soepel dan verwacht door zeer kleine draadjes (zogeheten kwantum-punt-contacten) heen gaan. Wanneer hij ze breder maakte, nam de stroom niet evenredig toe, maar in sprongetjes. Zijn onderzoek leidde tot de ontdekking van geleidingskwantisering. Er trad echter ook een niet te verklaren afwijking op bij zeer dunne draadjes die 'Zero Bias Anomaly' (ZBA) werd genoemd. Pas in 2013 werd duidelijk dat dit samenhing met zowel de spanning op het draadje als met de lengte van het draadje. Hij is ook een van de pioniers van het begrip mesoscopische fysica (natuurkunde op een schaal kleiner dan de macroscopische schaal maar groter dan de grootte van atomen) voor supergeleiding door het ontwerpen van experimenten met het zogenaamde supergeleidende nabijheidseffect. Dit effect houdt in dat, indien dat materiaal supergeleidend is geworden, het supergeleiding kan induceren in een ander metaal of halfgeleider.
Begin 2000 richtte Van Wees zijn aandacht op het opkomende onderzoeksgebied van de spintronica. Spintronica heeft betrekking op de detectie en manipulatie van de magnetische eigenschappen (de "spin") van elektronen. Het vakgebied spintronica (een combinatie van 'spin' en 'elektronica') gebruikt spinwaarden in plaats van elektrische ladingen om informatie over te dragen. Schakelingen die spin gebruiken, verbruiken minder stroom en zijn minder gevoelig voor storingen dan schakelingen die met ladingen werken. Daarom wordt er naar spintronische apparaatjes gekeken als alternatief voor computercomponenten, bijvoorbeeld in geheugentechnologieën zoals MRAM en STT-RAM (Spin Transfer Torque MRAM). Het onderzoek van Van Wees bouwt voort op het werk van de Nobelprijswinnaars Peter Grünberg en Albert Fert rond het  Giant MagnetoResistance Effect in metalen, door deze metalen ook te combineren met halfgeleiders. Samen met collega Laurens Molenkamp en andere medewerkers beschreef Van Wees het fenomeen van de geleidingsmismatch als een belangrijk knelpunt voor spin-injectie. Van Wees onderzocht ook hoe dit knelpunt kan worden opgelost om zodoende efficiëntere spintronica mogelijk te maken. Gebruik van een dunne film magnesiumoxide als tunnelbarrière maar ook het gebruiken van zgn. "pinhole contacten" waarbij ferromagnetische elektroden in direct contact staan met de grafeenlaag en het gebruik van niet-magnetische materialen als koper maken het mogelijk de efficiëntie van 10% te verhogen tot uiteindelijk 65%.

## Publicaties
Van Wees werkte mee aan meer dan 190 peer-reviewed tijdschriftpublicaties, een boek, 7 hoofdstukken van boeken en 29 conference proceedings.
Hij heeft een ISI h-index van 54, met een totaal aantal van 14.000 citaties. Zijn Google Scholar h-index loopt uiteen van 56 tot 97, met 45.344 citaties.

## Erkenning
- 1991: William L. McMillan Award van de Universiteit van Illinois (VS)[8]
- 1993: Samen met collega Henk van Houten en Carlo Beenakker de Koninklijke Nederlandse Shell Award "voor hun bijdrage aan mesoscopische fysica".[9]
- 2009: Benoemd tot lid van de Koninklijke Nederlandse Akademie van Wetenschappen (KNAW)[10]
- 2014: Verkozen tot fellow van de American Physical Society[11]
- 2016: Spinozapremie[12]